# Carinabella pulchra
Carinabella pulchra är en kvalsterart som beskrevs av Hammer 1977. Carinabella pulchra ingår i släktet Carinabella och familjen Eremaeidae. Inga underarter finns listade.